# Anthony da Silva
Anthony da Silva, meglio conosciuto come Tony (Le Creusot, 20 dicembre 1980), è un allenatore di calcio ed ex calciatore portoghese, di ruolo difensore, tecnico del FC Politehnica Iași.

## Carriera
Cominciò la sua carriera nel G.D. Chaves, squadra della città della sua famiglia. Nella stagione 2005-206 si trasferì all'Estrela Amadora, per poi trasferirsi, nel gennaio 2007 al Cluj, del quale diventa il capitano. Durante la stagione 2008-2009 soffrì ai legamenti del ginocchio e fu indisponibile per gran parte della stagione. Dopo il suo ritorno aiutò la squadra a vincere la seconda Coppa di Romania della storia del club.

## Palmarès
- Campionato rumeno: 2

Cluj: 2007-2008, 2009-2010
- Coppa di Romania: 2

Cluj: 2008, 2009
- Supercoppa di Romania: 1

Cluj: 2009